# Islas de Calleja
Las islas de Calleja ([TA]: insulae olfactoriae) (abreviado como IC, ISC, or IClj) son un grupo de células granulosas localizadas en el interior del cuerpo estriado ventral en el cerebro de la mayor parte de los vertebrados. Esta región del cerebro es parte del sistema límbico, en el cual coopera en los efectos de refuerzo de actividades recompensantes. En la mayoría de las especies, estas islas están localizadas específicamente en el tubérculo olfatorio. No obstante, en primates estas islas están localizadas en el núcleo accumbens, el centro de recompensa del cerebro, ya que el tubérculo olfatorio ha desaparecido prácticamente en el cerebro de los primates.
Parece que, a lo largo de su evolución estas células tienen importancia en cuanto al refuerzo de la conducta reproductiva femenina con respecto a las feromonas masculinas en relación con el órgano vomeronasal.

## Epónimo
Las islas de Calleja reciben su nombre de Julián Calleja y Sánchez, discípulo y colaborador de Santiago Ramón y Cajal durante su periodo en la cátedra de Histología de Barcelona, que estudió esta estructura en su tesis y posteriormente publicó su descripción en 1893, en un artículo titulado "La región olfactoria de cerebro". Aunque se le asignó el epónimo, Calleja no fue el primero en estudiarlo. Sigbert Ganser, un psiquiatra alemán publicó un artículo en 1882 que trataba sobre esta región. Es más, la definición actual de islas de Calleja no es la misma región que estudió Calleja. Estaba examinando las porciones gruesas de la capa de células del tubérculo olfatorio en lugar de las células granulosas que llevan actualmente su nombre.